# Game Night
"Game Night" (tạm dịch: "Đêm Trò chơi") là tập phim thứ 15 trích từ mùa đầu tiên của sê-ri truyền hình của sê-ri truyền hình How I Met Your Mother được phát sóng chính thức vào ngày 3 tháng 7 năm 2006.

## Nội dung
Mỗi khi Marshall, Lily, Ted, Robin, và Barney chơi một trò chơi, Marshall luôn trở thành người chiến thắng, vì vậy nhóm đều quyết định Marshall nên trở thành "trọng tài". Anh sau đó đã tạo nên trò chơi riêng của mình là "Marshgammon", nhưng chỉ vài người hiểu được luật chơi (chủ yếu là việc người chơi phải uống rượu nếu nói "Cái gì?"). Ted đã dẫn Victoria đến và yêu cầu cả nhóm không được làm cô sợ; vì vậy cả nhóm đều miễn cưỡng "hứa hẹn", nhưng cuối cùng họ đều đã nghe theo Ted. Trong tối hôm đó, Marshall đã sử dụng trò chơi câu hỏi để biết thêm về Victoria, trong khi đó vợ anh, Lily đã tiết lộ rằng một người nào đó đã gửi một đoạn băng cho cô để gửi đến Barney, anh sau đó đã phát hiện đó là ai và bắt đầu hoảng loạn, phá hủy cuốn băng tốt nghiệp của Ted trước khi biết được băng gốc vẫn nằm trong tay Lily. Cả nhóm đã bật lên và thấy một Barney kiểu Hippy, tóc dài, hát với đàn keyboard khi đang khóc sướt mướt. Barney sau đó đã lấy cuốn băng và chạy ra khỏi căn hộ của Ted.
Anh đã gặp lại cả nhóm tại quán rượu và kể lại câu chuyện của anh nếu mọi người đồng ý kể lại câu chuyện xấu hổ của mình. Anh đã tiết lộ rằng mình đã làm việc ở một quán cà phê cùng người bạn gái Shannon. Họ đã lên kế hoạch cho chuyến đi Nicaragua với Quân đoàn Hòa Bình, dù vậy, Shannon đã từ chối và cho rằng bố của cô không muốn cô đến đó. Anh đã quay lại quán và phát hiện cô đang tình tứ với một người đàn ông trung niên quý phái tên Greg. Chính vì vậy mà anh đã quay cuốn băng và gửi cho Shannon, nhưng anh lại bị Greg xỉ nhục, vì thế, anh ra đi một cách tức tối. Barney sau đó đã thay đổi ngoại hình và cách sống của mình bằng việc cắt tóc, mặc đồ Vest và thay đổi những quan niệm sống của mình. Anh sau đó cũng tiết lộ rằng sau khi rời khỏi căn hộ, anh đã thăm Shannon và tình cờ biết được rằng kể từ khi Greg bỏ rơi cô, Shannon nay đã có một cậu con trai và cuộc sống của cô đã thay đổi rất nhiều. Do cách ăn mặc của Barney, anh đã làm tình với cô khi cho mọi người xem video để làm chứng. Anh đồng thời vẫn cho rằng cuộc đời của mình nay rất "tuyệt vời" vì anh có tiền, áo Vest, nhiều lần qua đêm và không cần nuôi con. Mọi người đều công nhận anh chính là người thắng đêm trò chơi sau khi anh ra khỏi quán nhưng cho rằng anh đã để lại ấn tượng "xấu" cho cả nhóm.

## Âm nhạc
- "Off the Record" trình bày bởi My Morning Jacket

## Những xuất hiện đáng chú ý
- Trong khi hồi tưởng lại những đêm trò chơi của mình, họ đã chơi gin rummy, Yahtzee, và Xì Tố.
- Trò chơi của Marshall, "Marshgammon" là sự kết hợp của nhiều trò khác là Candy Land, I Never, Pictionary, Xì Tố, Twister, và Taboo.
- Cảnh thay đổi ngoại hình của Barney khi anh đang ngồi trên một chiếc ghế cắt tóc tương tự như Star Wars Episode III: Revenge of the Sith khi Anakin Skywalker chuyển hóa thành Darth Vader.
- Trong cảnh hồi tưởng đầu tiên của Barney, anh đã kết thúc ca khúc "You Were Meant For Me" của Jewel với một cây đàn piano.

### Blog của Barney
- Barney đã cập nhận trang blog của mình với ý tưởng cho lễ hội Olympics mùa Đông như Bồn tắm nước nóng và Bản điểm bằng hình.[1]
- Trong một bài viết khác, lấy cảm hứng từ việc "quan hệ lại" với Shannon, Barney đang liệt kê một vài điều thú vị của thập niên 1990 nhưng hiện đang rất "cùn" gồm Toronto Blue Jays, Vanilla Ice, Furbies, và Saved by the Bell. Trong đó có những bộ phim của American Pie nhưng cho rằng câu thoại "One time at Band Camp" (tạm dịch: "Ngày xửa ngày xưa tại trại hè") đã trở thành một hiện tượng Văn hóa đại chúng. Alyson Hannigan (Lily) người xuất hiện trong ba phần đầu của sê-ri phim này và cũng chính là nhân vật nói câu thoại này.[2]

### Những định nghĩa được giới thiệu
- Marshall chính là "bậc thầy" của những trò chơi. Điều này được xuất hiện sau đó trong tập phim "Atlantic City" khi Marshall chơi trò chơi khó hiểu mà Barney đang chơi với một người đàn ông người Trung Quốc và chỉ cho anh cách nhảy điệu nhảy chiến thắng.
- Tập phim này sử dụng phần mở đầu của tập đầu tiên.

### Nối tiếp
- Trong tập "Drumroll, Please", Barney đã nói dối một phụ dân về việc anh gia nhập Quân đoàn Hòa Bình. Nhưng trong tập phim này, anh đã tiết lộ rằng mình từng có kế hoạch gia nhập Quân đoàn.
- Khi Lily nói chuyện trên điện thoại với mẹ của Marshall, cô đã cảm thấy ghê tởm khi biết được bánh quy mà mẹ anh gửi còn có thêm sốt mayonnaise. Tập phim trước đó, "Belly Full of Turkey" đã tiết lộ rằng nhà Eriksens rất thích sốt mayonnaise khi mẹ Marshall đưa cho Lily công thức nấu salad với 16 muỗng mayo.
- Sau khi Ted kể Câu chuyện Lại-Trở lại của anh, Marshall đã cho rằng anh đã nói dối khi trong tập "The Pineapple Incident", anh xác nhận "kỷ lục không bị nôn" của mình từ năm 1993.